# Hélio de Oliveira Santos
Hélio de Oliveira Santos, também conhecido como Doutor Hélio (Corumbá, 6 de setembro de 1950), é um médico, político e escritor brasileiro. Foi secretário de Saúde nas prefeituras de Hortolândia e Americana; deputado federal por dois mandatos e duas vezes prefeito da cidade de Campinas (SP), além de ter sido presidente do Conselho de Desenvolvimento do colegiado de prefeitos que integram a RMC (Região Metropolitana de Campinas).
Doutor Hélio esteve envolvido no escândalo de fraude em licitações da Sociedade de Abastecimento de Água e Saneamento (Sanasa), o que resultou em seu impeachment do cargo de prefeito de Campinas, em 2011.

## Biografia
Viveu em Corumbá até 1966, quando se mudou com seu pai, Manoel Belmiro dos Santos, (já era órfão de sua mãe, Dirce) e mais um irmão. A viagem foi feita de trem, da extinta Noroeste do Brasil até Bauru. De lá a família se transferiu para Campinas.
Estudou Medicina na Universidade Estadual de Campinas (Unicamp), tornou-se cirurgião-pediatra e criou, em 1985, o Centro Regional de Atenção aos Maus Tratos na Infância (Crami).[carece de fontes?]
Foi professor de Medicina da Pontifícia Universidade Católica de Campinas (PUC Campinas) e publicou diversos livros sobre saúde de crianças.

## Política

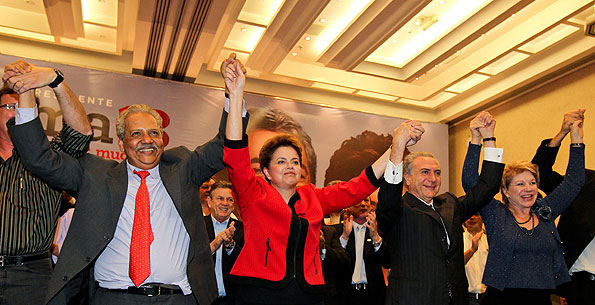
Da esquerda para a direita: Doutor Hélio, Dilma Rousseff, Michel Temer e Marta Suplicy, 2010.

Em 1997, foi secretário de Saúde na cidade de Americana - SP, a convite do prefeito e também médico, Dr. Waldemar Tebaldi (PDT). No ano seguinte, Dr. Hélio elegeu-se deputado federal, sendo reeleito para um segundo mandado na Câmara Federal em 2002. Assumiu a prefeitura de Campinas em 1º de janeiro de 2005, governando com o lema "Primeiro os Que Mais Precisam". Em 2008 foi reeleito para um segundo mandato, tendo sido o primeiro prefeito de Campinas reeleito logo no primeiro turno de votação.
Entre 2005 e 2011, Campinas experimentou um ciclo de desenvolvimento econômico. Por meio de três leis de incentivo fiscais: Compre Campinas; Incentivos Fiscais para Empresas de Base Tecnológica e Incentivos Fiscais para Empresas em Geral, a cidade registrou expressivo desenvolvimento econômico e social. Em 2010, o PIB de Campinas, superior a R$ 27 bilhões, era equivalente ao de países da América do Sul, como Bolívia e Paraguai. Melhor cidade do interior brasileiro para se trabalhar, segundo pesquisa da Fundação Getúlio Vargas; terceiro maior parque industrial do país; sede de 50 das 500 maiores empresas do mundo; e uma das dez cidades brasileiras que mais geravam empregos, segundo levantamento do Ministério do Trabalho. Em junho de 2008 foi inaugurado o Complexo Hospitalar Ouro Verde, um sonho de mais de 30 anos para a população dos distritos do Campo Grande e do Ouro Verde. Importante obra que, somada à entrega do Pronto-Socorro do Campo Grande e aos investimentos em 63 centros de saúde, levou a saúde de Campinas a ser uma das mais bem estruturadas do país.
Também em 2008, foi inaugurada a nova Rodoviária de Campinas, com mais de 70 mil m² e que leva o nome do arquiteto campineiro Ramos de Azevedo. E, no ano seguinte, um capítulo importante da história da mobilidade urbana de Campinas foi finalmente concluído, com a entrega do túnel 2 do Complexo Viário Joá Penteado, uma obra de grande envergadura, que diminuiu as distâncias e permitiu maior integração da área central com outras regiões da cidade.
Na Educação, entre 2005 e 2010 foram construídas 18 novas escolas de educação infantil, gerando 6.500 novas vagas, fazendo de Campinas a 2ª cidade brasileira com o maior número de crianças matriculadas. Das 18 escolas, 10 eram as “Naves-Mãe”, um conceito premiado internacionalmente, com ensino pelo método inovador da Pedagogia dos Sentidos, em tempo integral, nas regiões mais distantes da cidade.
Em 2020, Dr. Hélio volta ao seu antigo partido, o PDT, onde pretende voltar a disputar as eleições municipais em Campinas.

## Impeachment
Em maio de 2011, veio à tona o "caso Sanasa", que investigava suspeitas de corrupção em contratos da autarquia e levou à prisão secretários municipais de Campinas e ex-diretores da Sanasa. A investigação motivou a abertura de duas comissões processantes na Câmara de Vereadores de Campinas, resultando no impeachment do prefeito Doutor Hélio em 20 de agosto de 2011, cerca de um ano e meio antes de completar seu segundo mandato.
Com a cassação do prefeito, Campinas viveu um período de instabilidade política. Demétrio Villagra, então vice-prefeito, assumiu o Executivo municipal, porém foi afastado em 19 de outubro de 2011. Graças a uma liminar da Justiça, foi reconduzido ao cargo 10 dias depois, tendo o mandato cassado definitivamente dois meses depois, em 21 de dezembro. Seu sucessor foi o vereador e presidente da Câmara municipal Pedro Serafim.
Além do caso que motivou seu impeachment, Doutor Hélio também foi denunciado pela Lava-Jato por lavagem de dinheiro. Possui condenações por fraude em licitação do Hospital Ouro Verde e por irregularidades na contratação do Instituto Cidad. Sua esposa, Rosely Nassim Santos, também foi condenada a 14 anos de prisão por participação nos esquemas fraudulentos.

## Livros publicados
- SANTOS, Helio de Oliveira. Crianças acidentadas. Campinas, SP: Papirus, 1988. 91 p. ISBN 8530800095
- SANTOS, Helio de Oliveira. Crianças espancadas. Campinas, SP: Papirus, 1987. 132 p.
- SANTOS, Helio de Oliveira. Crianças violadas. Brasília, DF: CBIA : CRAMI, 1991. 114 p.
- SANTOS, Helio de Oliveira. Crianças esquecidas. Campinas, SP: Pontes, 1995. 127 p. ISBN 8571131015
- SANTOS, Helio de Oliveira. Naves-mãe e a pedagogia dos sentidos: de Campinas, novos paradigmas para a educação infantil no Brasil. Campinas, SP: Komedi, 2010. 143 p. ISBN 9788575825808